# Торре-Борміда
Торре-Борміда (італ. Torre Bormida, п'єм. Tor Bormia) — муніципалітет в Італії, у регіоні П'ємонт,  провінція Кунео.
Торре-Борміда розташоване на відстані близько 460 км на північний захід від Рима, 70 км на південний схід від Турина, 55 км на північний схід від Кунео.
Населення — 203 особи (2014).
Щорічний фестиваль відбувається 15 серпня. Покровителька — Богородиця Небовзята.

## Демографія
Населення за роками:

Станом на 1 січня 2023 року в муніципалітеті офіційно проживало 7 іноземців з 4 країн, серед них 2 громадяни країн Євросоюзу.

## Сусідні муніципалітети
- Берголо
- Бозія
- Кортемілія
- Краванцана
- Фейзольйо
- Левіче